# Tương quan truyền thông
Trong marketing, tương quan truyền thông (tiếng Anh: share of voice, viết tắt là SOV) là tương quan giữa số lượng hội thoại đề cập đến một thương hiệu, sản phẩm hoặc dịch vụ trên các kênh khác nhau (blog, diễn đàn, mạng xã hội...) của doanh nghiệp so với đối thủ cạnh tranh trong ngành. Hiểu một cách đơn giản, Tương quan truyền thông (share of voice) là thước đo phần thị trường mà doanh nghiệp sở hữu so với đối thủ, giúp doanh nghiệp so sánh thương hiệu của mình với đối thủ cạnh tranh.
Tương quan truyền thông (SOV) đo lường khả năng hiển thị của thương hiệu cũng như cho biết mức độ thương hiệu của doanh nghiệp đang chi phối các cuộc hội thoại trên thị trường.

## Cách tính chỉ số Tương quan truyền thông (SOV)

### Công thức cơ bản
Bất kể doanh nghiệp đang tập trung vào mục tiêu hay lĩnh vực marketing nào thì đều có thể áp dụng công thức chung sau để tính toán Tương quan truyền thông (share of voice):
| SOV = Chỉ số của thương hiệu / Tổng chỉ số của thị trường x 100 (%) |
| ------------------------------------------------------------------- |

### Các chỉ số giúp tính toán SOV
Trong công thức cơ bản trên, một vài chỉ số có thể sử dụng để tính toán SOV bao gồm:
- Hashtag
- Lượt đề cập (mention)
- Lượt reach
- Lượt hiển thị (impression)
- Từ khóa (Organic/PPC)
- Doanh thu

## Phân biệt với các thuật ngữ khác

### "Share of voice" với "Share of topic"[1]
Hai thuật ngữ này gần như đồng nghĩa. Sự khác biệt duy nhất là Share of voice đề cập đến một bối cảnh tổng quát hơn (so sánh với tổng thể các đối thủ cạnh tranh), trong khi Share of topic chỉ ra rằng khách hàng đang so sánh các đề cập (mention) đến thương hiệu của doanh nghiệp trong một chủ đề (topic) cụ thể của cuộc trò chuyện.
Về cơ bản, Share of topic rất giống với khái niệm Share of voice, chỉ tập trung vào một vấn đề cụ thể. Chỉ số Share of topic được sử dụng để đánh giá hiệu quả của chiến dịch truyền thông thương hiệu.

### "Share of voice" với "Impression share"
Impression share xem xét tỷ lệ phần trăm những người tìm kiếm một từ khóa (keyword) cụ thể mà sẽ hiển thị quảng cáo của thương hiệu.
Impression share là một chỉ số về số lượng người tìm kiếm (searcher) đã xem quảng cáo của thương hiệu so với số lượng người tìm kiếm có thể thấy quảng cáo của thương hiệu.
Về cơ bản, Impression share cho phép thương hiệu đo lường mức độ thâm nhập đối tượng của quảng cáo (ads), trong khi đó Share of voice nhìn vào nhận thức thương hiệu tổng thể của doanh nghiệp. Chỉ số Impression share thường được sử dụng để đo lường hiệu quả của các chiến dịch Pay Per Click (PPC).

### "Share of voice" với "Share of mind (Mind-share)"
"Nobody counts the number of ads you run; they just remember the impression you make." – William Bernbach 
"Before you can have a share of market, you must have a share of mind."  - Leo Burnett 
Share of mind (Mind-Share) được sử dụng như một thước đo gần đúng để đo lường nhận thức của người tiêu dùng đối với thương hiệu cụ thể trong danh mục sản phẩm.
Ví dụ: nếu người tiêu dùng nghĩ về thương hiệu X thường xuyên hơn thương hiệu Y khi xem xét việc mua ô tô, thì thương hiệu X đã đạt được Share of mind lớn hơn.
Một mục tiêu quan trọng cho các nhóm Marketing là xây dựng và bảo vệ Share of mind thông qua định vị và giao tiếp hiệu quả.

### "Share of Voice" với "Share of Market"[8]
Share of voice (SOV) được định nghĩa là phần trăm của một thương hiệu cụ thể trong tổng chi tiêu (total spending) cho danh mục trong một khoảng thời gian cụ thể.
Trong khi Share of market (SOM) hay Market share là phần trăm tổng doanh thu (total sales) của cùng thương hiệu đó cho danh mục mới trong cùng khoảng thời gian.

## Lợi ích của việc xác định Tương quan truyền thông (SOV)
Tương quan truyền thông (share of voice) là thước đo cung cấp một bức tranh đầy đủ về thị trường dựa trên mức độ mà mỗi thương hiệu trong thị trường được nói đến. Giúp doanh nghiệp đánh giá mức độ hiển thị của thương hiệu cũng như đánh giá kết quả các nỗ lực tiếp thị của doanh nghiệp trong một khoảng thời gian cụ thể, trong một khu vực cụ thể hoặc giữa các kênh khác nhau.
Hiểu về đối thủ cạnh tranh
Tương quan truyền thông (share of voice) giúp doanh nghiệp xác định được đối thủ cạnh tranh chính cũng như khám phá được các đối thủ mới trên thị trường. Khi đã xác định được đối thủ, doanh nghiệp có thể so sánh để tìm ra điểm yếu của mình, hoặc học hỏi từ đối thủ.
Đánh giá hiệu quả chiến dịch
Việc đo lường SOV cho phép doanh nghiệp đánh giá sự thành công của các chiến dịch truyền thông xã hội. Nếu mức SOV của doanh nghiệp tăng sau khi chạy một chiến dịch, điều này chứng tỏ chiến dịch đó có thể đạt đúng điểm chạm với đối tượng khách hàng mục tiêu của doanh nghiệp.
Insight người tiêu dùng
Khi phân tích SOV, doanh nghiệp sẽ hiểu rõ hơn về hành vi của người tiêu dùng và xu hướng của ngành thông qua việc phân tích các cuộc hội thoại của người tiêu dùng trên các phương tiện truyền thông xã hội. Doanh nghiệp có thể biết được khách hàng mục tiêu đang nói gì về sản phẩm của doanh nghiệp và các đối thủ cạnh tranh khác, khách hàng hài lòng hay không hài lòng ở điểm nào, đang có xu hướng như thế nào,... khi họ đề cập đến thương hiệu của doanh nghiệp trên các phương tiện truyền thông xã hội.
Quản trị thương hiệu
Một phân tích kỹ lưỡng về Tương quan truyền thông (share of voice) sẽ giúp doanh nghiệp hiểu được tác động của thương hiệu đối với các lĩnh vực liên quan, cũng như xác định cách mà doanh nghiệp có thể cải thiện các chiến lược của mình để đạt được mục tiêu kinh doanh.

## Các công cụ hỗ trợ tính chỉ số Tương quan truyền thông (SOV)[9]
Một số công cụ phổ biến hỗ trợ tính chỉ số SOV:
- Awario: Công cụ hỗ trợ các doanh nghiệp bằng cách dựa vào dữ liệu từ các nguồn mạng xã hội. Công thức tính SOV của Awario dựa vào chỉ số lượt đề cập (mention) và lượt reach.
- Sprout Social: Là công cụ phân tích và quản lý phương tiện truyền thông mạng xã hội đa chức năng (all-in-one). Công thức tính SOV của Sprout Social là công thức đa thành phần - dựa vào nhiều chỉ số đo lường như từ khóa (cả organic và PPC), lượt hiển thị (impression), lượt reach, doanh thu, đề cập (mention) và hashtag.
- Brandwatch: Là công cụ chuyên về đo lường SOV thông qua Organic search, PPC hay social media. Brandwatch cho phép doanh nghiệp thu hẹp phạm vi đo lường SOV trên một số nền tảng (platform) hay trang nhất định.
- Social Searcher: Là công cụ miễn phí giúp đo lường lượt đề cập của khách hàng về thương hiệu của doanh nghiệp và đối thủ cạnh tranh. Tuy nhiên doanh nghiệp sẽ phải tự thực hiện việc tính toán từ những số liệu thu thập được.

## Ứng dụng

### Tương quan truyền thông (SOV) với công cụPPC(Pay Per Click)
Để xác định Tương quan truyền thông (Share of voice) trên PPC, về cơ bản chỉ cần sử dụng số liệu trên Google AdWords.
Chỉ số dùng để đo lường SOV của PPC là Tỷ lệ hiển thị (Impression share) - phần trăm số lần hiển thị mà quảng cáo của bạn nhận được so với tổng số lần hiển thị mà quảng cáo của bạn có thể nhận được.
Công thức mà Google sử dụng để tính toán Tỷ lệ hiển thị (Impression share):
| Tỷ lệ hiển thị = Số lần hiển thị / Tổng số lần hiển thị đủ điều kiện |
| -------------------------------------------------------------------- |

### Tương quan truyền thông (SOV) với phương tiện truyền thông mạng xã hội (social media)
Tính toán Tương quan truyền thông (Share of Voice) cho các phương tiện truyền thông mạng xã hội (social media) liên quan đến việc thu thập tiếng nói (voice) của khách hàng  bằng phương pháp thủ công (có thể bao gồm công cụ giám sát xã hội miễn phí) hoặc thông qua công cụ nghiên cứu dư luận xã hội (social listening) có trả phí.
Cách đơn giản nhất để tính toán SOV trên phương tiện truyền thông mạng xã hội của một thương hiệu là theo dõi khi thương hiệu của doanh nghiệp được đề cập (mention) trên tất cả các kênh truyền thông mạng xã hội.
Tính toán chia sẻ giọng nói của 1 thương hiệu bằng công thức sau:
| SOV = (Số lần đề cập đến thương hiệu của doanh nghiệp/ Tổng số lần đề cập thương hiệu (của doanh nghiệp + của đối thủ cạnh tranh) x 100 |
| --- |

Để xác định SOV của thương hiệu, doanh nghiệp cần tạo những cảnh báo nghiên cứu dư luận xã hội (social listening alerts) cho thương hiệu mình và đối thủ cạnh tranh và so sánh chúng. Một cảnh báo nghiên cứu dư luận xã hội là một từ khóa (keyword) hoặc một bộ từ khóa, trong trường hợp này, nó có thể là tên thương hiệu và các xử lý phương tiện truyền thông xã hội.
Bằng cách sử dụng công cụ phân tích xã hội, doanh nghiệp có thể dễ dàng tạo một tìm kiếm (search) cho bất kỳ đề cập (mention) nào về thương hiệu hoặc sản phẩm của doanh nghiệp và đối thủ cạnh tranh.
Doanh nghiệp có thể bắt đầu bằng cách tính toán tương quan truyền thông (SOV) chung để cho thấy thương hiệu của doanh nghiệp được biết đến như thế nào và mức độ được nói đến so với các đối thủ cạnh tranh. Từ đó, tạo nên cho doanh nghiệp một bức tranh chính xác hơn về nhận thức và nhận thức thương hiệu, cho phép doanh nghiệp khám phá những insight của người tiêu dùng, để có thể cung cấp cho các chiến lược khác nhau.

### Tương quan truyền thông (SOV) với tìm kiếm tự nhiên (organic search)
Để xác định Tương quan truyền thông (Share of Voice) cho quá trình tìm kiếm tự nhiên (organic search), doanh nghiệp có thể dựa vào các số liệu trên Google Analytics.
Công thức dùng để tính toán mức Tương quan truyền thông cho quá trình tìm kiếm tự nhiên:
| SOV = Lưu lượng truy cập thương hiệu / Tổng lưu lượng truy cập trên thị trường |
| ------------------------------------------------------------------------------ |

Tính SOV cho quá trình tìm kiếm tự nhiên (organic search) theo phương pháp thủ công:
- Ghi lại thứ hạng của các từ khóa có trong danh sách tìm kiếm về thương hiệu của doanh nghiệp mình cũng như đối thủ cạnh tranh.
- Tỷ lệ nhấp (TLB) tương ứng với thứ hạng sẽ là SOV cho từ khóa đó.
- Để tính toán SOV cho toàn bộ từ khóa, hãy nhân TLB (tỷ lệ nhấp) với khối lượng tìm kiếm trung bình hàng tháng (lấy từ Google Analytics) cho mỗi từ khóa.
- Từ đó cung cấp cho doanh nghiệp ước tính về lưu lượng truy cập mà thương hiệu của bạn có thể mong đợi trong tháng cho từ khóa đó.